# 垠舟蛾属
垠舟蛾属为舟蛾科的一个属，分布於東洋界北部，屬於中大型至大型蛾類，前翅狹長，外形略呈話筒狀，內緣有一撮深色而呈方形突出的毛簇，為其屬名中「acme」（頂點）的由來。後翅翅脈深褐色，與周遭淡色的翅室形成顯著對比。
雄性生殖器的爪狀突（uncus）較粗，抱器瓣（valva）遠端分岔，且第8腹板端緣的兩側突出，中段平直或略凹，是本屬的主要辨識特徵。

## 物种
垠舟蛾屬包含以下兩個物種，兩者在體型與翅紋上都有明顯的差異。
- 双带垠舟蛾 Acmeshachia albifascia (Moore, 1879) —— 印度東北與西北部、尼泊爾、中國西南部（西藏、四川、雲南）、中南半島北部
- 巨垠舟蛾 Acmeshachia gigantea (Elwes, 1890) —— 印度東北與西北部、尼泊爾、中國東南部、臺灣、中南半島北部